# 1561 en arts plastiques
| Années des arts plastiques : 1558 - 1559 - 1560 - 1561 - 1562 - 1563 - 1564    |
| Décennies des arts plastiques : 1530 - 1540 - 1550 - 1560 - 1570 - 1580 - 1590 |

Cette page concerne l'année 1561 en arts plastiques.

## Œuvres

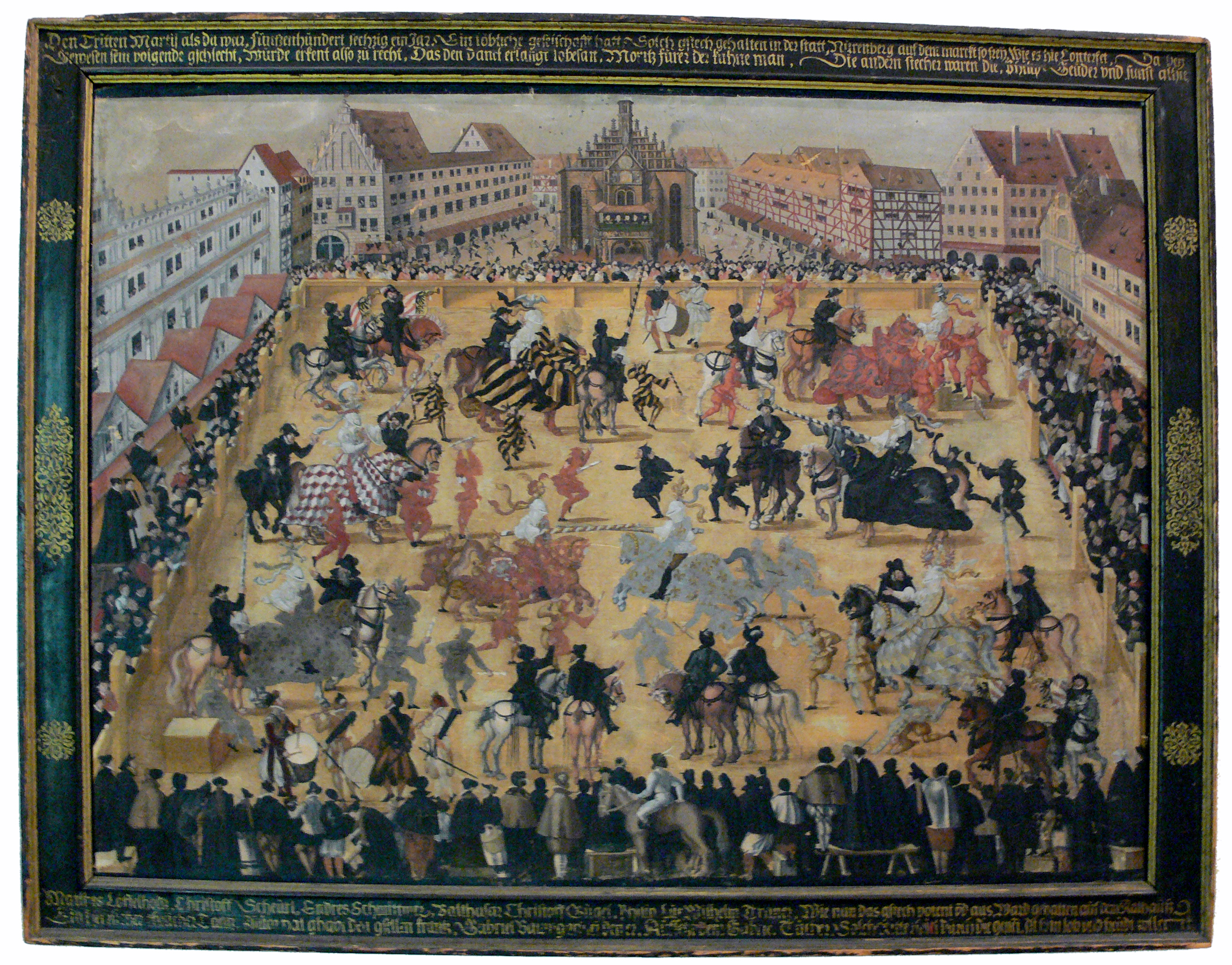
Tournoi, de Jost Amman.

## Naissances
- Jean Théodore de Bry, graveur sur cuivre et éditeur allemand († 31 janvier 1623),
- Leonardo Corona,  peintre italien baroque de l'école vénitienne († 1605),
- Cornelis Danckerts de Ry, architecte et sculpteur des Pays-Bas espagnols († 1634),
- Zacharias Dolendo, graveur des Pays-Bas espagnols († vers 1604),
- Léonard Gaultier, dessinateur, graveur et illustrateur français († 1635 ou 1641),
- Jean Turpin, peintre, graveur et imprimeur d'estampes français († 30 juin 1629),
- Tobias Verhaecht, peintre et dessinateur flamand († 1631),
- Vers 1561 :
  - Toussaint Dubreuil, peintre français († 22 novembre 1602),
  - Jehan II Limosin, peintre émailleur français († 1646),
- 1557 ou 1561 :
- Wenceslas Cobergher, peintre, graveur, architecte, ingénieur, numismate, archéologue et financier flamand († 23 novembre 1634).

## Décès
- 4 mars : Lancelot Blondeel, peintre flamand (° 1498),
- 13 ou 26 septembre : Alonso Berruguete, sculpteur sur bois (° 1490),
- 8 novembre : Ippolito Costa, peintre italien (° 1506),
- ?
  - Ridolfo Ghirlandaio, peintre italien, fils de Domenico Ghirlandaio (° 1483),
  - Hans Kemmer, peintre allemand (° 1495),
  - Callisto Piazza, peintre italien (° 1500),
- Vers 1561 :
  - Wolfgang Krodel, peintre allemand (° vers 1500),
  - Paul Dax, artiste autrichien, (° 1503),
- Entre 1555 et 1561 :
- Heinrich Aldegrever, peintre et graveur allemand (° 1502).